# Coface Arena
El Coface Arena és un estadi multi-usos situat a Magúncia, Alemanya. Va ser inaugurat el 2011 i és utilitzat en partits de futbol, i és la seu dels partits a casa del club FSV Mainz 05. L'estadi té una capacitat de 33.500 espectadors i substitueix a l'antic estadi Stadion am Bruchweg. L'arquitectura del nou estadi s'assembla a la concepció tradicional dels estadis de futbol anglesos.